# Призрак Каталины Леркаро
Каталина Леркаро (исп. Catalina Lercaro); предположительно вторая половина XVI века, Сан-Кристобаль-де-ла-Лагуна, Тенерифе, Канарские острова, Испания — конец XVI века, там же) — девушка итальяно-канарского происхождения, призрак которой бродит по залам Музея истории Тенерифе.
Семья Каталины относилась к знатному роду генуэзских купцов Леркаро, основавшихся на территории острова Тенерифе. Молодая Каталина была вынуждена выйти замуж за богатого пожилого человека. Каталина в день своей свадьбы прыгнула в колодец, который находился во дворе особняка, и разбилась. Согласно легенде, тело девушки было похоронено в одной из комнат в доме Леркаро, потому как по правилам Католической церкви не позволялось хоронить на христианских кладбищах тех, кто покончил жизнь самоубийством. После этого семья Леркаро переехала в Ла-Оротава, а их прежний дом стал музеем. С тех пор многие люди неоднократно утверждали, что видели призрак Каталины, бродивший по залам музея.
Люди, в том числе сотрудники музея, утверждают, что слышали странные голоса и повторяющиеся шаги на верхнем этаже здания. Есть мнение, что это душа Каталины Леркаро гуляет по всему дому. Сегодня призрак Каталины Леркаро — самое известное привидение на Канарских островах и одно из известнейших в Испании. Особняк, где жила семья Леркаро, считается самым известным на Канарах «домом с привидениями».